# Microrégion de Cachoeiro de Itapemirim
Pour les articles homonymes, voir Cachoeiro.
La microrégion de Cachoeiro do Itapemirim est l'une des trois microrégions qui subdivisent le sud de l'État de l'Espírito Santo au Brésil.
Elle comporte 10 municipalités qui regroupaient 344 869 habitants en 2006 pour une superficie totale de 4 099 km2.

## Municipalités[1]
- Apiacá
- Atílio Vivácqua
- Bom Jesus do Norte
- Cachoeiro de Itapemirim
- Castelo
- Jerônimo Monteiro
- Mimoso do Sul
- Muqui
- São José do Calçado
- Vargem Alta